# Ebussuud Efendi
Ebussuud Efendi (Turco: Mehmed Ebussuûd Efendi, 30 de diciembre de 1490 – 23 de agosto de 1574) fue un jurista otomano de la escuela Hanafí y exégeta del Corán. También llamado "El-İmâdî", porque su familia era de İmad "Abū s-Su'ūd" u "Hoca Çelebi".[cita requerida]
Ebussuud era hijo de İskilipli Sheikh Muhiddin Mehmed Efendi. En los años 1530s, Ebussuud sirvió como juez en Bursa, Estambul y Rumelia, donde adaptó las leyes locales en conformidad con la ley islámica (sharia). El sultán Suleiman el Magnífico le promovió a gran mufti – juez supremo y más alto oficial – en 1545, un oficio que Ebussuud mantuvo hasta su muerte y el cual llevó a la cumbre de su poder. Trabajó estrechamente con el sultán, emitiendo opiniones judiciales que legitimaron los asesinatos de Yazidis ordenados por Suleiman y el ataque de su sucesor Selim a Chipre.
Junto con Suleiman, el "Legislador", Ebussuud reorganizó la jurisprudencia otomana y la puso bajo un control gubernamental más estricto, creando un marco legal que unía la sharia y el código administrativo otomano (qānūn). 
Mientras que la opinión prevaleciente sostenía que los jueces eran libres de interpretar la sharia, la ley a la cual incluso el gobernante estaba sujeto, Ebussuud instituyó un marco en el cual el poder judicial se derivaba del sultán y que obligaba a los jueces a seguir los qānūn-nāmes del sultán, "cartas de ley", en su aplicación de la ley.
Además de sus reformas judiciales, Ebussuud es también recordado por la gran variedad de opiniones consultivas (Fetua) que emitió. Sus opiniones favorables hacia el Karagöz y el consumo de café, una novedad para la época, son particularmente celebradas.

## Fuente
- Schneider, Irene (2001). Michael Stolleis (ed.), ed. (2001). «Ebussuud». Juristen: ein biographisches Lexikon; von der Antike bis zum 20. Jahrhundert (en alemán) (2nd edición). München: Beck. p. 192. ISBN 3-406-45957-9.

- Datos: Q4892993
- Multimedia: Ebussuud Efendi / Q4892993